# Egyszínű cinege
Az egyszínű cinege (Parus funereus) a verébalakúak (Passeriformes) rendjébe, ezen belül a cinegefélék (Paridae) családjába tartozó kis termetű, 13-14 centiméter hosszú rovarevő madárfaj. Angola, Kamerun, Közép-afrikai Köztársaság, Kongói Demokratikus Köztársaság, Elefántcsontpart, Gabon, Ghána, Guinea, Kenya, Libéria, Ruanda, Sierra Leone, Dél-Szudán és Uganda szubtrópusi és trópusi örökzöld nedves erdeiben él, 2500 méteres magasságig. Faodúkban fészkel, költési szokásai nem ismertek.

## Alfajai
Két alfaja különíthető el: a P. f. funereus  ( J. Verreaux & É. Verreaux, 1855) és a P. f. gabela (Traylor, 1961), ez utóbbi kizárólag Angola nyugat-középső részén fordul elő. A két alfaj egymástól elszigetelten él, több száz kilométer választja el őket.

## Külső hivatkozások
- Parus funereus